# Црква Светог архангела Гаврила у Колуници
Црква Светог архангела Гаврила у Колуници, насељеном месту на територији општине Сурдулица, православни је храм који припада Епархији врањској Српске православне цркве.
Црква посвећена Светом архангелу Гаврило саграђена је између 1870. и 1875. године, на темељима византијске светиње. Поред цркве постоји извор, за који се верује да је лековит.
Благословом Епископа врањског Пахомија, а прилозима верника из околних села, црква је обновљена 2003. године.